# Otton I (książę pomorski)
Otton I (ur. w okr. 1 stycznia–31 sierpnia 1279, zm. 30 lub 31 grudnia 1344 w Kołbaczu) – pogrobowiec, syn Barnima I i Matyldy askańskiej (trzeciej żony księcia), córki Ottona III, margrabiego brandenburskiego i Bożeny (Beatrix). Książę (łac. dux Slavorum, Cassubie et Stettin), nazywany często leniwym i dewocyjnym, także „Ojcem ubogich”. Założyciel dynastii książąt szczecińskich.

## Podział księstwa
Od 1294 wespół ze starszym wiekiem Barnimem II, sprawował samodzielne rządy. Po tragicznej śmierci brata, w wyniku układu podziałowego z Bogusławem IV, jaki miał miejsce w dniach od 27 czerwca do 12 lipca 1295, został księciem szczecińskim. Nad podziałem kraju czuwała komisja złożona z ośmiu przedstawicieli rycerstwa oraz czterech ze Szczecina, w tym sołtysem miasta – Henrykiem Barvotem.
Jego terytorium rozciągało się między Pianą i Iną ze Szczecinem, Gryfinem, Pyrzycami, Gardźcem, Pieńkuniem, Dyminem, Trzebiatowem (Treptow a.d. Tollensee), a Wkryujściem.

## Konflikt pomorsko-brandenburski

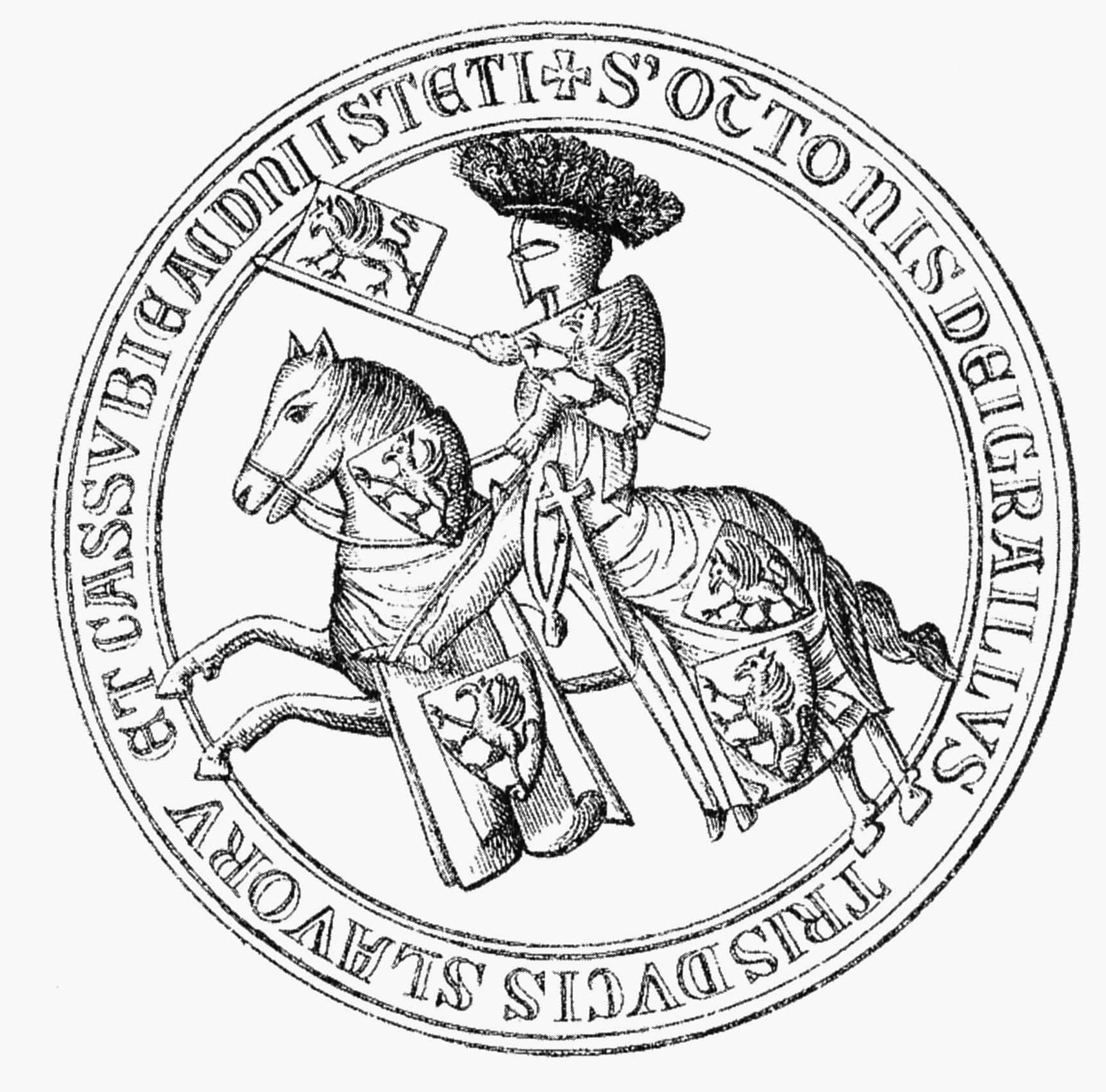
Wzór pieczęci książęcej, odrys XIX-wieczny

W 1319 po śmierci margrabiego Waldemara Wielkiego i w rok później jego następcy Henryka II, książę Otton I postanowił odebrać Brandenburgii sporne tereny. Przy pomocy księcia wrocławskiego Henryka VI oraz króla Danii Krzysztofa II, dokonał próby przejęcia Marchii Wkrzańskiej. W końcu sierpnia 1320 opanował Pasewalk, Prenzlau i Templin, uznając władcę duńskiego Krzysztofa za opiekuna. Brandenburczycy zwrócili Ottonowi Pełczyce z okręgiem, natomiast Świdwin i Złocieniec oddali pod zastaw.
W następstwie tych działań doszło do wojny Pomorza z Meklemburgią. Wspólne jednak zagrożenie ze strony Ludwika V (syna Ludwika IV Bawarskiego), doprowadziło do podziału pomiędzy siebie Marchii Wkrzańskiej (1323). W roku następnym zawiązał się sojusz przeciw Brandenburgii i w kolejnym z Władysławem Łokietkiem, królem Polski (1325). Przypieczętowaniem tego wydarzenia było ustanowienie w Nakle granicy pomorsko–polskiej na rzece Drawie.
Do eskalacji konfliktu pomorsko-brandenburskiego doszło w momencie koronacji Ludwika IV Bawarskiego na cesarza (styczeń 1328). Otton I otrzymał pomoc ze strony swego syna Barnima III, który przejął stery nad konfliktem, o zmiennych kolejach losu. W 1331 na skutek dalszych pretensji margrabiów do ziem pomorskich, książęta szczecińscy zdecydowali się poddać je pod papieską opiekę Janowi XXII (1331). Późniejsze spory dotyczące zwierzchnictwa nad księstwem szczecińskim, spowodowały, że władcy pomorscy stali się wasalami (lennikami) cesarza Ludwika IV i tym samym książętami Rzeszy (hołd lenny we Frankfurcie – 1338). Margrabiowie brandenburscy musieli się zadowolić zapewnieniom, że wszelkie roszczenia do sukcesji nad księstwem będą mogli dopiero wysuwać po wygaśnięciu linii szczecińskich Gryfitów.

## Sprawa Szczecina
Za jego panowania, dochodziło do licznych buntów miast pomorskich, ze Szczecinem w roli głównej. Szczecin był licznie obdarowywany nadaniami ziemskimi. Za panowania Ottona I, otrzymał kilka wsi, wraz z rozległymi ziemiami Międzyodrza i łąk wokół jeziora Dąbskiego, kosztem Dąbia i innych miast. Miasto liczyło się z tym, że może nie otrzymać potwierdzenia nadanych przywilejów, w momencie wygaśnięcia linii książąt szczecińskich, z rąk Ludwika V brandenburskiego. Otton I, wespół z Warcisławem IV, oddał Pomorze pod opiekę biskupa kamieńskiego. Piecza biskupia nad powierzonymi ziemiami miała obejmować do 2 lutego 1339. Data ta była klauzulą, na wypadek bezpotomnej śmierci książąt.
Miasto nie złożyło hołdu Ludwikowi brandenburskiemu, opowiadając się za szczecińskimi i wołogoskimi Gryfitami. Doszło do konfliktu pomorsko-brandenburskiego, który zaostrzył się na skutek coraz większych wysuwanych żądań przez Ludwika i jego ojca cesarza Ludwika Bawarskiego. Szczecin poparty przez Gryfino, Goleniów i inne miasta pomorskie – ułatwił Ottonowi I i jego synowi, zawarcie układu sojuszniczego z Brandenburgią.
Miasto zmieniło swoje stanowisko wobec Barnima III, syna Ottona I, który władał właściwie Księstwem Szczecińskim. Było to powodem bliżej nieokreślonego zatargu. Szczecin złożył hołd księciu Bogusławowi V – 28 stycznia 1341, tym samym utracił dotychczasowe przywileje, które zostały nadane przez książąt szczecińskich. Sąd ziemski został przeniesiony do Gardźca. Zmiana dotychczasowego status quo, nastąpiła, w chwili przyjścia na świat potomków Barnima III, tj. Kazimierza III, Świętobora I i Bogusława VII. Dalsza kontynuacja zatargu nie miała już sensu, bo szczecinianie zrozumieli, że nie podołają dalszym walkom z rodem Gryfitów. Po zawarciu porozumienia z Barnimem III – Szczecin w 1343 otrzymał nadania ziemskie o areale 24 łanów, koło wsi Wołczkowo. Brandenburczycy zaniechali żądania składania hołdu lennego.

## Ostatnie lata życia
Książę Otton I, w podeszłym wieku przebywał w klasztorze kołbackim i oddawał się codziennym modłom. Na skutek swej wielkiej szczodrości, rozdawał jałmużnę i czynił dobre uczynki. Nazywano go wówczas „Ojcem ubogich”. W 1338 przekazał oficjalnie całkowitą władzę swojemu synowi. Faktycznie Barnim III współrządził z ojcem księstwem od 1320.
Zmarł 30 lub 31 grudnia 1344 w Kołbaczu. Inskrypcja nagrobna podała datę śmierci 20 grudnia 1344. Pochowany został w kościele NMP w Szczecinie.

## Rodzina
Gryfita był żonaty z Elżbietą (według Lubinusa – Elisabeta Suerinensis), hrabianką holsztyńską, córką Gerarda II Ślepego, hrabiego Holsztynu. Ojciec Barnima III Wielkiego i księżniczki Matyldy.
Istnieje pogląd, że Elżbieta miała być jedną z dwóch żon księcia. Drugą była prawdopodobnie Katarzyna, córka Bernarda, księcia brunszwicko-lüneburskiego (poślubiona 25 marca 1296, zmarła przed 23 maja 1300)

### Genealogia
| Bogusław II ur. w okr. 1178–1184 zm. 23 lub 24 I 1220 lub 1221 | Bogusław II ur. w okr. 1178–1184 zm. 23 lub 24 I 1220 lub 1221 |                                                        |                                                        | Mirosława ur. w okr. 1190–1195 zm. p. przed 2 II 1237 | Mirosława ur. w okr. 1190–1195 zm. p. przed 2 II 1237 |  |  | Otton III ur. 1215 zm. 9 X 1267 | Otton III ur. 1215 zm. 9 X 1267 |                                        |                                        | Bożena (Beatrix) ur. przed 1230 zm. 27 V 1290 | Bożena (Beatrix) ur. przed 1230 zm. 27 V 1290 |
|                                                                |                                                                |                                                        |                                                        |                                                       |                                                       |  |  |                                 |                                 |                                        |                                        |                                               |                                               |
|                                                                |                                                                |                                                        |                                                        |                                                       |                                                       |  |  |                                 |                                 |                                        |                                        |                                               |                                               |
|                                                                |                                                                | Barnim I Dobry ur. zap. ok. 1210 zm. 13 lub 14 XI 1278 | Barnim I Dobry ur. zap. ok. 1210 zm. 13 lub 14 XI 1278 |                                                       |                                                       |  |  |                                 |                                 | Matylda askańska ur. ? zm. 20 XII 1316 | Matylda askańska ur. ? zm. 20 XII 1316 |                                               |                                               |
|                                                                |                                                                |                                                        |                                                        |                                                       |                                                       |  |  |                                 |                                 |                                        |                                        |                                               |                                               |
|                                                                |                                                                |                                                        |                                                        |                                                       |                                                       |  |  |                                 |                                 |                                        |                                        |                                               |                                               |
|                                                                |                                                                |                                                        |                                                        |                                                       |                                                       |  |  |                                 |                                 |                                        |                                        |                                               |                                               |

|                                                  |                                                  | 1 Elżbieta (Elisabeta Suerinensis) ur. ok. 1280 zm. 20 VII 1319 OO IV 1296 | 1 Elżbieta (Elisabeta Suerinensis) ur. ok. 1280 zm. 20 VII 1319 OO IV 1296 | Otton I (ur. w okr. 1 I–31 VIII 1279, zm. 30 lub 31 XII 1344) | Otton I (ur. w okr. 1 I–31 VIII 1279, zm. 30 lub 31 XII 1344) | 2 Katarzyna? ur. ? zm. przed 23 V 1300 OO 25 III 1296 | 2 Katarzyna? ur. ? zm. przed 23 V 1300 OO 25 III 1296 |  |  |
|                                                  |                                                  |                                                                            |                                                                            |                                                               |                                                               |                                                       |                                                       |  |  |
|                                                  |                                                  |                                                                            |                                                                            |                                                               |                                                               |                                                       |                                                       |  |  |
|                                                  | 1                                                |                                                                            | 1                                                                          |                                                               |                                                               |                                                       |                                                       |  |  |
| Matylda (Metteke) ur. najp. 1301 zm. 12 VII 1331 | Matylda (Metteke) ur. najp. 1301 zm. 12 VII 1331 | Barnim III Wielki ur. przed 1300, bądź w okr. 1303–1304 zm. 24 VIII 1368   | Barnim III Wielki ur. przed 1300, bądź w okr. 1303–1304 zm. 24 VIII 1368   |                                                               |                                                               |                                                       |                                                       |  |  |

### Opracowania
- Zygmunt Boras, Książęta Pomorza Zachodniego, Poznań: Wydaw. Naukowe Uniwersytetu im. Adama Mickiewicza, 1996, ISBN 83-232-0732-1, OCLC 830122949. Brak numerów stron w książce
- Czacharowski A., Dzieje pogranicza Pomorza Zachodniego z Polską w XIII-XVIII wieku [w:] Ślaski K. (pod red.), Pomorze Zachodnie - Nasza ziemia ojczysta, Poznań 1960.
- Dopierała B., Polskie losy Pomorza Zachodniego, Poznań 1970.
- Kazimierz Kozłowski, Jerzy Podralski, Gryfici. Książęta Pomorza Zachodniego, Szczecin: Krajowa Agencja Wydawnicza, 1985, ISBN 83-03-00530-8, OCLC 189424372. Brak numerów stron w książce
- Lesiński H., Rozdrobnienie feudalne 1237-1478 [w:] Labuda G. (pod red.), Dzieje Szczecina. Wiek X-1805, T. II, Poznań 1985, ISBN 83-01-04344-X.
- Edward Rymar, Rodowód książąt pomorskich, Szczecin: Książnica Pomorska im. Stanisława Staszica, 2005, ISBN 83-87879-50-9, OCLC 69296056. Brak numerów stron w książce
- Sommer P., Třeštík D., Žemlička J. (pod red.), Přemyslovci. Budování českého státu, Praha 2009, ISBN 978-80-7106-352-0.

### Literatura dodatkowa (online)
- v. Bülow, Otto I., Herzog von Pommern-Stettin (niem.) [w:] NDB, ADB Deutsche Biographie (niem.), [dostęp 2012-04-27].
- Madsen U., Otto I. Herzog von Pommern-Stettin (niem.), [dostęp 2012-04-27].